# Spirastrella andamensis
Spirastrella andamensis är en svampdjursart som beskrevs av Pattanayak 2006. Spirastrella andamensis ingår i släktet Spirastrella och familjen Spirastrellidae. Inga underarter finns listade i Catalogue of Life.